# Динотопия (мини-сериал)
Динотопия (англ. Dinotopia, 2002) — мини-сериал, состоящий из трёх серий, снятый совместно Walt Disney Television и Hallmark Entertainment. Премьера состоялась на канале АВС 12 мая 2002 года. После премьеры, сериал был скомпонован в один фильм для выпуска на DVD.

## История создания
Компании Columbia Pictures и Walt Disney Television в своё время предпринимали попытки снять сериал о динозаврах. Однако обе отказались от этой идеи, так как не смогли придумать идею как объединить людей и динозавров в одном мире. Однажды основателю Hallmark Entertainment попалась на глаза книга Джеймса Гарни и компания решила взяться за производство сериала.
Роберт Холми готов был потратить на съёмки 80 млн долларов. Несмотря на относительный провал предыдущего проекта Hallmark Entertainment «Десятое королевство», компания АВС была настолько уверена в успехе «Динотопии», что не дожидаясь премьеры, начала съемки спин-офф сериала «Динотопия: Новые приключения».
Более 75 % материала требовали визуальной обработки, часть из которых снимались методом аниматроники, а часть — компьютерным моделированием. Аниматронные динозавры были разработаны студией Джима Хенсона, а компьютерные модели динозавров были созданы британской компанией FrameStore, автором спецэффектов для знаменитого научно-популярного цикла BBC Прогулки с динозаврами. В сериале использовалась технология студии спецэффектов «Pinewood Studios» Digital Set Extensions: в натуральную величину было построено несколько домов, остальная часть города, была дорисована на компьютере. Таким же образом в массовых сценах были дорисованы люди и динозавры.

## Сюжет
Действие сериала происходит в вымышленном мире, созданном писателем Джеймсом Гарни. Самолёт, в котором братья Карл и Дэвид летели на каникулы, потерпел крушение у неведомого острова. Братьям удалось выбраться на берег страны под названием Динотопия. В этом фантастическом мире люди и разумные динозавры живут в мире, согласии и взаимном уважении. У каждого человека имеется свой динозавр, даже у мэра города, их называют парами. Но рядом со столицей Динотопии, Городом Водопадов, бродят свирепые хищники. И самое страшное — начали терять свою силу солнечные камни, служащие источником жизни чудесной страны. С помощью гениального стенонихозавра Зиппо, знающего много языков, Карл и Дэвид отправляются с опасной миссией по спасению доисторического Рая, ставшего их домом.

## В ролях
- Дэвид Скотт — Уэнтуорт Миллер
- Карл Скотт — Тайрон Лейтсо
- Сайрус Крабб — Дэвид Тьюлис
- Мэрион — Кетти Карр[англ.]
- Мэр Вальдо Севиль — Джим Картер
- Розмари — Элис Криге
- Уно — Колин Сэмон
- Зиппо — Ли Эванс
- Птица-посланник — Терри Джонс
- Френк Скотт — Стюарт Уилсон
- Саманта — Анна Магуаер
- Бабушка Ориана — Джеральдина Чаплин
- Тина — Таша ди Вашконселуш